# 331
331 (CCCXXXI) je bilo navadno leto, ki se je po julijanskem koledarju začelo na petek.

## Dogodki
- 1. januar

## Rojstva
- Julijan Odpadnik, 63. cesar Rimskega cesarstva († 363)
- Jovijan, 64. cesar Rimskega cesarstva († 364)